# 1996
1996（千九百九十六、一九九六、せんきゅうひゃくきゅうじゅうろく）は、自然数または整数において、1995の次で1997の前の数である。

## 性質
- 1996 は合成数であり、約数は 1, 2, 4, 499, 998, 1996 である。
  - 約数の和は3500。
- 各位の和が25になる16番目の数である。1つ前は1987、次は2599。
- 1996 = 62 + 142 + 422 = 142 + 302 + 302
  - 3つの平方数の和2通りで表せる255番目の数である。1つ前は1972、次は2000。(オンライン整数列大辞典の数列 A025322)
  - 1996 = 62 + 142 + 422
    - 異なる3つの平方数の和1通りで表せる226番目の数である。1つ前は1992、次は2020。(オンライン整数列大辞典の数列 A025339)

## その他 1996 に関連すること
- 『1996』は、坂本龍一のアルバム。
- 『1996』は、CORNELIUS（小山田圭吾）の楽曲。アルバム『69/96』に収録。